# ألونسو زاباتا
ألونسو زاباتا (بالإسبانية: Alonso Zapata)‏ هو لاعب شطرنج كولومبي، ولد في 28 أغسطس 1958 في بيريرا في كولومبيا.

## وصلات خارجية
- ألونسو زاباتا على موقع الاتحاد الدولي للشطرنج (الإنجليزية)
- ألونسو زاباتا على موقع مباريات الشطرنج (الإنجليزية)
- ألونسو زاباتا على موقع 365Chess.com (الإنجليزية)
- ألونسو زاباتا على موقع Chesstempo.com (الإنجليزية)
- ألونسو زاباتا على موقع الاتحاد الأمريكي للشطرنج (الإنجليزية)
- ألونسو زاباتا سجل أولمبياد الشطرنج على موقع OlimpBase.org (الإنجليزية)